# Yahya ben Omar
Pour les articles homonymes, voir Yahya.
 (mars 2022).
La mise en forme du texte ne suit pas les recommandations de Wikipédia : il faut le « wikifier ».
Les points d'amélioration suivants sont les cas les plus fréquents. Le détail des points à revoir est peut-être précisé sur la page de discussion.
- Les titres sont pré-formatés par le logiciel. Ils ne sont ni en capitales, ni en gras.
- Le texte ne doit pas être écrit en capitales (les noms de famille non plus), ni en gras, ni en italique, ni en « petit »…
- Le gras n'est utilisé que pour surligner le titre de l'article dans l'introduction, une seule fois.
- L'italique est rarement utilisé : mots en langue étrangère, titres d'œuvres, noms de bateaux, etc.
- Les citations ne sont pas en italique mais en corps de texte normal. Elles sont entourées par des guillemets français : « et ».
- Les listes à puces sont à éviter, des paragraphes rédigés étant largement préférés. Les tableaux sont à réserver à la présentation de données structurées (résultats, etc.).
- Les appels de note de bas de page (petits chiffres en exposant, introduits par l'outil «  Source ») sont à placer entre la fin de phrase et le point final[comme ça].
- Les liens internes (vers d'autres articles de Wikipédia) sont à choisir avec parcimonie. Créez des liens vers des articles approfondissant le sujet. Les termes génériques sans rapport avec le sujet sont à éviter, ainsi que les répétitions de liens vers un même terme.
- Les liens externes sont à placer uniquement dans une section « Liens externes », à la fin de l'article. Ces liens sont à choisir avec parcimonie suivant les règles définies. Si un lien sert de source à l'article, son insertion dans le texte est à faire par les notes de bas de page.
- La présentation des références doit suivre les conventions bibliographiques. Il est recommandé d'utiliser les modèles {{Ouvrage}}, {{Chapitre}}, {{Article}}, {{Lien web}} et/ou {{Bibliographie}}. Le mode d'édition visuel peut mettre en forme automatiquement les références.
- Insérer une infobox (cadre d'informations à droite) n'est pas obligatoire pour parachever la mise en page.

Pour une aide détaillée, merci de consulter Aide:Wikification.
Si vous pensez que ces points ont été résolus, vous pouvez retirer ce bandeau et améliorer la mise en forme d'un autre article.
Abu Zakariyya Yahya ibn Umar ibn Talagagin ibn Turgut ibn Wartasin, communément suffixé al-Lamtuni al-Sanhaji, (en arabe : يحيى إبن عمر)  et en Tamazight : ⵢⴰⵀⵢⴰ ⵓ ⵄⵓⵎⴰⵔ ⵓ ⵜⴰⵍⴰⴳⴰⴳⵉⵏ ⵓ ⵜⴰⵔⴳⵓⵜ ⵓ ⵡⵔⵜⴰⵙⵉⵏ ⴰⵍⵎⵜⴰⵏ ⴰⵥⵏⴰⴳ') était un chef des Lemtouna, une tribu de la confédération Sanhaja.  Yahya ibn Umar a été le second émir de la dynastie des Almoravides au milieu du XIe siècle entre 1040 à 1056, un mouvement construit par Yahya ben Ibrahim en collaboration avec le chef religieux Abdallah ibn Yasin. Yahya a dirigé les armées almoravides dans leurs premières campagnes, y compris les captures de Sijilmassa et Awdaghost en 1054/55, mais a lui-même été tué au combat contre une faction berbère dissidente dans l'Adrar près d’Azougui lors de la bataille de Tabfarilla. Yahya a été succédé comme émir almoravide par son frère, Abou Bakr ben Omar.

## Contexte
Au XIe siècle, les Sanhaja étaient divisés en plusieurs tribus - les Lamtuna, les Massufa, les Banu Warith et les Gudala (ou Judala). Après leur conversion à l'islam au IXe siècle, les Sanhaja tribus du désert s'unirent et, avec le zèle des néophytes convertis, lancèrent une série de campagnes contre les « Soudanese » ( peuples noirs païens d'Afrique subsaharienne). L'union de Sanhaja a taillé un vaste empire dans le désert saharien. Après l'effondrement de l'union de Sanhaja, la plupart de leurs anciens dominions - en particulier les citadelles, les arrêts de caravanes et les oasis sur les routes lucratives du commerce transsaharien - ont été perdus au profit de l'Empire du Ghana au sud, et au Zenata Maghrawa dirigeants de Sijilmassa au nord.
Les chroniques retracent la lignée de Yahya jusqu'au chef Lamtuna Turgut ibn Wartasin (par dossier patronymique complet, Yahya ibn Umar ibn Ibrahim (alias Talagagin) ibn Turgut ibn Wartasin al-Lamtuni. Comme beaucoup des principaux chefs Lamtuna, Yahya ibn Umar aspirait à recréer l'ancienne union Sanhaja et à récupérer leurs dominions perdus.
L'occasion sembla se présenter à la fin des années 1040, après la mort de l'émir Yahya ben Ibrahim, le chef de la tribu Godala voisine et grand chef de la confédération Sanhaja. Le désert de Sanhaja avait des règles de succession matrilinéaires et la mère de Yahya ibn Umar était une princesse Godala. Bien que seul parmi plusieurs candidats, Yahya ibn Umar a réussi à être élu le nouveau grand chef Sanhaja, une sélection qui a provoqué le ressentiment des Godala, qui avaient espéré l'un des leurs.

## Émir almoravide
Ibn Yasin et Yahya ont collaboré à la direction de ce nouveau mouvement - appelé "les Almoravides". Abdallah ibn Yasin demeura l'imam religieux et le chef idéologique du mouvement, Yahya ibn Umar le commandant militaire général, et donc le second émir almoravide. Le chroniqueur Qadi Ayyad affirme que Yahya ibn Umar a été le premier à utiliser le titre amir al-muslimin ("Prince des musulmans"), qui sera par la suite utilisé par les dirigeants almoravides.
Enflammés par la ferveur religieuse, au début des années 1050, les Lamtuna lancent une série de campagnes contre les tribus voisines pour les persuader - par la force si besoin est - de rejoindre la nouvelle union Sanhaja. Sous la direction de Yahya, les armées Lamtuna ont réussi à amener les autres tribus du désert de Sanhaja - les Massufa, les Banu Warith et même les méfiants Gudala - vers la nouvelle "cause". Une fois réunis, les Almoravides entreprennent de s'emparer des anciennes routes et gares transsahariennes. Mais leurs rivaux n'allaient pas céder le contrôle aussi facilement. Les dirigeants Zenata Maghrawa de Sijilmassa ont tiré parti de leurs relations et de leurs clients dans le désert pour gâcher les efforts des Almoravides pour unir les Sanhaja. Après divers enchevêtrements avec des armées clientes, Yahya a rapidement déterminé que la meilleure stratégie était de frapper le fauteur de troubles derrière les fauteurs de troubles. En 1054 (ou 1055), Yahya mena ses armées du désert Sanhaja contre Sijilmassa, vainquit le seigneur Maghrawa et s'empara de la ville. La chute de l'opulente et puissante Sijilmassa face à une armée de fortune de puritains rustiques du désert était inattendue et a choqué de nombreux contemporains.
Avec Sijilmassa apparemment sous contrôle, Yahya tourna son armée vers le sud et se dirigea vers l'empire du Ghana. Les Almoravides s'emparent de la citadelle critique d'Awdaghost à l'extrémité sud de la route transsaharienne. Mais la nouvelle arriva bientôt que les Zenata avaient récupéré Sijilmassa et expulsé la garnison almoravide. Yahya a déterminé une marche forcée vers le nord pour récupérer la ville, mais le Godala a soudainement décidé de l'appeler et s'est séparé de la coalition almoravide. Cela présentait à Yahya la perspective troublante d'une force hostile à ses arrières s'il poussait vers le nord. Dans une décision fatidique, les Almoravides ont décidé de partager leurs forces - Yahya mènerait une campagne contre les terres du Gudala (littoral Mauritanie) et les ramènerait de force dans l'union, tout en ordonnant à son frère Abu Bakr de prendre une force de maintien au nord et tenir en échec les Zenata de Sijilmassa.

## Bataille de Tabfarilla
Yahya se dirigea jusqu'à la forteresse frontalière almoravide d'Azuggi, dans le Plateau de l'Adrar au centre de la Mauritanie. Estimant qu'il n'avait pas suffisamment de forces pour affronter seul le Godala, Yahya fit appel à son nouvel allié, le roi War Jabi de Takrur, pour obtenir de l'aide (Takrur, un royaume d'Afrique noire sur le Fleuve Sénégal , s'était allié aux Almoravides lors de l'attaque contre le Ghana). Adrar, mais le Gudala a frappé en premier. Avant que la force de Takruri ne parvienne à l'atteindre, l'armée de Godala s'est abattue sur Azuggi, piégeant la plus petite force de Yahya et forçant une bataille rangée. Les Godala ont détruit l'armée almoravide lors de la bataille de Tabfarilla en mars-avril 1056. Yahya ibn Umar a été tué sur le champ de bataille.

## Conséquences
La brève carrière de Yahya en tant que premier émir almoravide a pris fin prématurément. Après sa mort, Abdallah ibn Yasin a immédiatement nommé le frère de Yahya, Abou Bakr ben Omar, pour lui succéder en tant que nouvel émir almoravide. Sous la direction d'Abou Bakr, les Almoravides reconquirent Sijilmassa et poursuivront une carrière spectaculaire, conquérant la majeure partie du reste du Maroc dans les années 1070 et finiront par redescendre pour achever ce qui restait de Ghana dans les années 1080.
Les chroniqueurs rapportent que Yahya ibn Umar avait trois fils - Muhammad, Ali et Isa. Leur sort exact est inconnu, mais il semble que leur oncle, Abou Bakr ben Omar, ne les ait pas oubliés. Vers 1057, peu de temps après avoir récupéré la ville, Abou Bakr nomma son neveu Ali ibn Yahya gouverneur almoravide de la Sijilmassa, poste qu'il semble avoir occupé jusqu'en 1069. À sa mort en 1087, Abou Bakr a divisé ses dominions (couvrant la moitié sud de l'empire almoravide) non seulement entre ses propres fils , mais aussi parmi les fils de Yahya.

## Sources
- Levtzion, N. (1973) Ancient Ghana and Mali. London: Methuen.
- Levtzion, N. and J.F.P. Hopkins, editors, (1981) Corpus of Early Arabic Sources for West African History, Cambridge, UK" Cambrdige University Press. 2000 edition
- Lewicki, T. (1988) "The Role of the Sahara and Saharians in relationships between north and south", in M. Elfasi, editor, General History of Africa, Africa from the Seventh to the Eleventh Century, UNESCO. 1992 ed., ch.11, p. 276-313.
- Messier, R.A. (2010) The Almoravids and the Meanings of Jihad. Santa Barbara, Calif.: Praeger.